# Villamaina
Villamaina – miejscowość i gmina we Włoszech, w regionie Kampania, w prowincji Avellino.
Według danych na 1 stycznia 2022 roku gminę zamieszkiwało 910 osób (434 mężczyzn i 476 kobiet).